# Lê Thị Thu Ba
Lê Thị Thu Ba (sinh ngày 10 tháng 3 năm 1956) là một nữ chính trị gia người Việt Nam. Bà từng là Ủy viên Ủy ban Thường vụ Quốc hội, Chủ nhiệm Ủy ban Tư pháp của Quốc hội, Thứ trưởng Bộ Tư pháp Việt Nam, Đại biểu Quốc hội Việt Nam khóa IX, X và XII, Chánh án Tòa án nhân dân tỉnh Đồng Nai. Trong Đảng Cộng sản Việt Nam, bà từng là Ủy viên Ban Chấp hành Trung ương Đảng Cộng sản Việt Nam khóa X, khóa XI, Phó Chánh Văn phòng Trung ương Đảng Cộng sản Việt Nam kiêm Phó Trưởng ban Thường trực Ban Chỉ đạo cải cách Tư pháp Trung ương Đảng Cộng sản Việt Nam.
Tại cuộc bầu cử Quốc hội ngày 22 tháng 5 năm 2011 (Đơn vị bầu cử Số 3: thị xã Thuận An, tỉnh Bình Dương), bà đã không trúng cử đại biểu Quốc hội Việt Nam khóa XIII (2011-2016).

## Xuất thân
Bà sinh ngày 10 tháng 3 năm 1956, quê quán ở xã Thái Mỹ, huyện Củ Chi, Thành phố Hồ Chí Minh. 

## Sự nghiệp
- 1978-1990: Công tác tại Sở Giáo dục tỉnh Tây Ninh; Công tác tại trường Nguyễn Ái Quốc IX (nay là Học viện Chính trị - Hành chính Quốc gia Hồ Chí Minh khu vực 2).
- 1990-2002: Thẩm phán TAND tỉnh Đồng Nai; Phó Chánh án TAND tỉnh Đồng Nai; Chánh án TAND tỉnh Đồng Nai. Đại biểu Quốc hội khóa IX, X; Ủy viên Ủy ban Pháp luật của Quốc hội khóa IX, X. Ủy viên Ban chấp hành Đảng bộ tỉnh Đồng Nai khóa VI.
- 2000-2007: Thứ trưởng Bộ Tư pháp Việt Nam.
- 2006-2011: Ủy viên Ban Chấp hành Trung ương Đảng Cộng sản Việt Nam khóa X.
- 2007-2011: Đại biểu Quốc hội khóa XII, Ủy viên Ủy ban Thường vụ Quốc hội, Chủ nhiệm Ủy ban Tư pháp của Quốc hội khóa XII;
- 2011-2016: Ủy viên Ban Chấp hành Trung ương Đảng Cộng sản Việt Nam khóa XI, Phó Chánh Văn phòng Trung ương Đảng, Phó trưởng ban Thường trực Ban chỉ đạo cải cách tư pháp TW.
- Cuối năm 2016: Bà chính thức nghỉ hưu.

## Tặng thưởng
- Huân chương Bảo vệ Tổ quốc hạng ba.